# Kementerian Pelajaran Malaysia

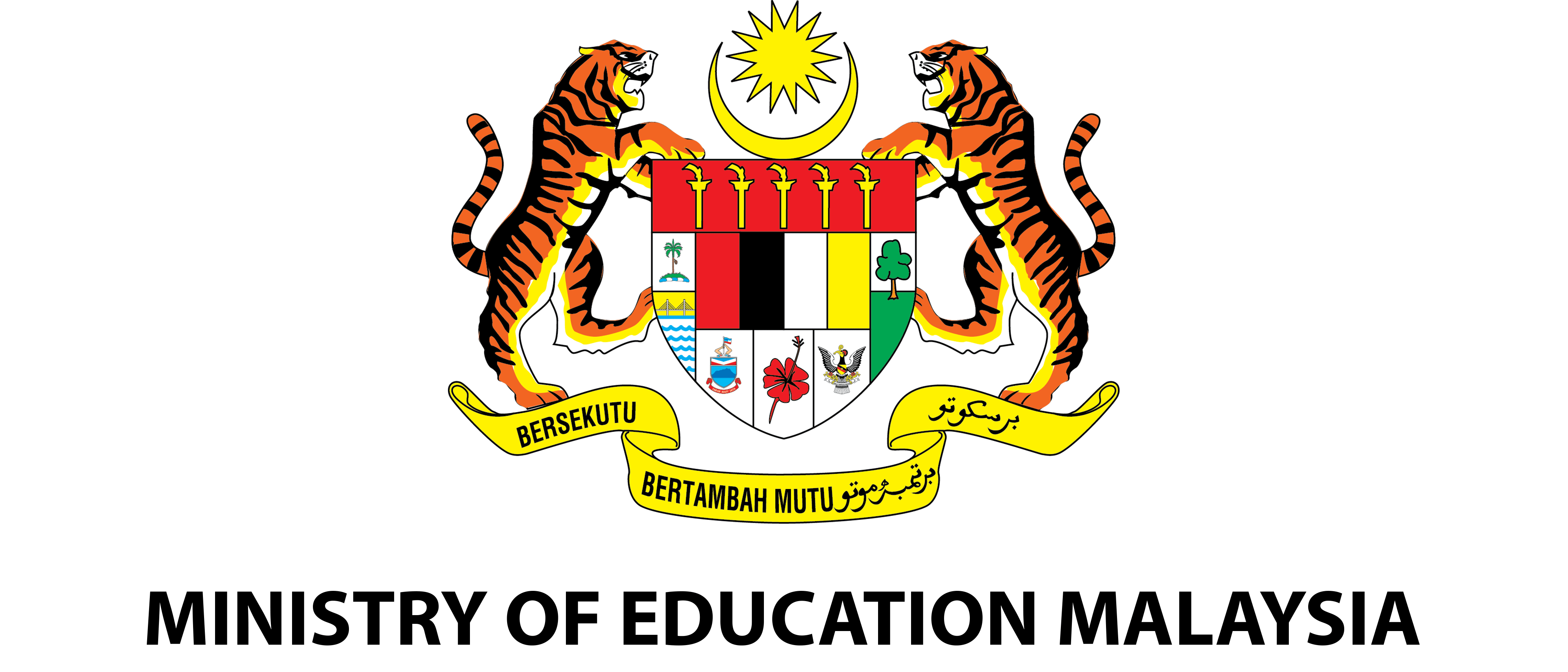
Logo des Ministry of Education 2020

Kementerian Pelajaran Malaysia (deutsch: Ministerium für Unterricht) oder Ministry of Education (MOE) bezeichnete von 2004 bis 2013 ein ehemaliges Ministerium des Staates Malaysia. Seine Aufgaben lagen in der Bildungspolitik und insbesondere der Beaufsichtigung des Schulbetriebs der Primar- und Sekundarstufe.
Nach den Wahlen zum malaysischen Parlament wurde das Ministerium mit dem Ministerium für Höhere Bildung zum neuen Ministerium für Erziehung und Höhere Bildung (Education & Higher Learning Ministry) zusammengeführt.
Das Ministerium lag im Verwaltungszentrum Putrajaya südlich der Hauptstadt Kuala Lumpur.

## Geschichte
Noch vor der Unabhängigkeit der Föderation Malaya wurde im ersten Kabinett von Premierminister Tunku Abdul Rahman am  27. Juli 1955 ein Ministry of Education eingerichtet, das mit Tun Razak besetzt wurde. Der malaysische Name des Ministeriums lautete Kementerian Pendidikan Malaysia (deutsch: Bildungsministerium) und war umfassend für alles zuständig, was mit Bildung zu tun hatte. Erst im Jahr 2004 wurden die Belange der tertiären Bildung abgetrennt und in ein eigenes Ministerium, das Ministry of Higher Education ausgelagert. Während die englische Bezeichnung gleich blieb, spiegelt die Umbenennung des malaysischen Namens von (deutsch)  Bildungsministerium nach Unterrichtsministerium die Verlagerung des Schwerpunktes deutlich wider.
Bei der Kabinettsneubildung nach den Parlamentswahlen zum 13. malaysischen Parlament am 5. Mai 2013 wurden das Bildungsministerium und Ministerium für Höhere Bildung zum neuen Ministerium für Erziehung und Höhere Bildung (Education & Higher Learning Ministry) zusammengeführt. Auf Vorschlag des Ministers wurde der Name für das gemeinsame Ministerium kurze Zeit später jedoch in Bildungsministerium (Ministry of Education bzw. Kementerian Pendidikan) umbenannt.

## Aufgaben
Das Aufgabenspektrum umfasste alle Aspekte der Vorschulerziehung, der Primar- und Sekundarschulen inklusive der Klassenstufe Form 6, der Aufstellung landesweiter Lehrpläne, der zentralen Durchführung von Abschlussprüfungen, des Managements der Immatrikulationskurse (matrikulasi), der Herausgabe der Schulbücher und der Weiterbildung der Lehrer. Zur Wahrnehmung seiner Aufgaben unterstanden dem Ministerium eine Reihe von Institutionen und Einrichtungen, so zum Beispiel
- Dewan Bahasa dan Pustaka – Institut für Sprache und Literatur
- ITBM – Malaysisches Institut für Übersetzung und Bücher
- MEC – Malaysian Examination Council; ist federführend bei der Organisation der Abschlussprüfungen STPM und STP
- IPGM – Institut für Lehrerfortbildung

## Minister
Zuständiger Minister war vom 9. April 2009 bis zur Auflösung des Parlaments am 3. April 2013 Tan Sri Muhyiddin Yassin, der auch das Amt des Stellvertretenden Premierministers von Malaysia innehat. Die Position des Unterrichtsministers wird in Malaysia als Anwartschaft auf das Amt des malaysischen Premierministers gewertet. Bis auf den ersten Premierminister Tunku Abdul Rahman hatten alle malaysischen Premierminister dieses Amt während ihrer politischen Karriere inne.